# Busswil bei Melchnau
Busswil bei Melchnau es una comuna suiza del cantón de Berna, situada en el distrito administrativo de Alta Argovia. Limita al norte con las comunas de Obersteckholz y Untersteckholz, al sureste con Melchnau, al suroccidente con Madiswil y al occidente con Lotzwil.
Hasta el 31 de diciembre de 2009 era parte del distrito de Aarwangen.

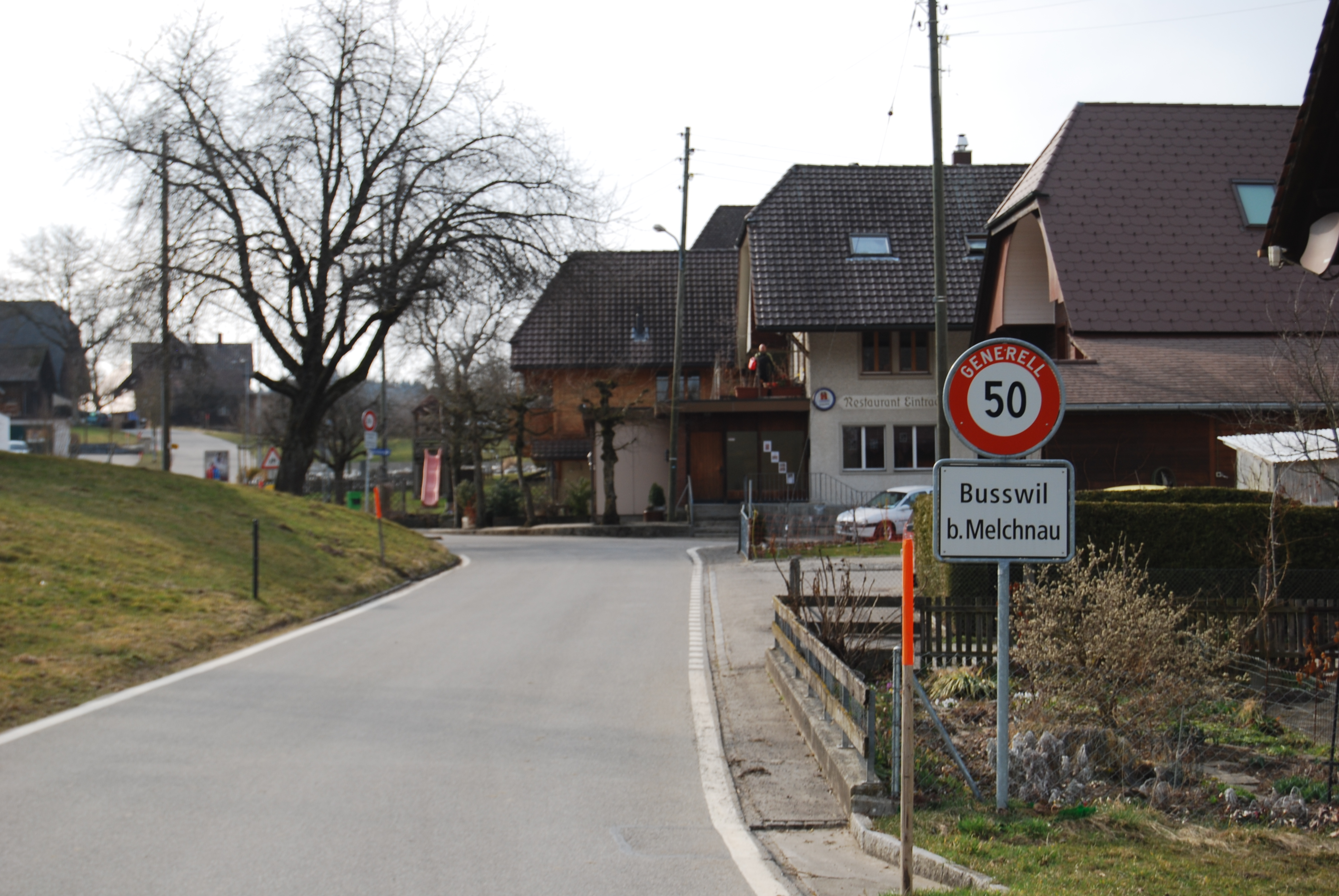
Busswil bei Melchnau.